# Tractat de Windsor (1386)

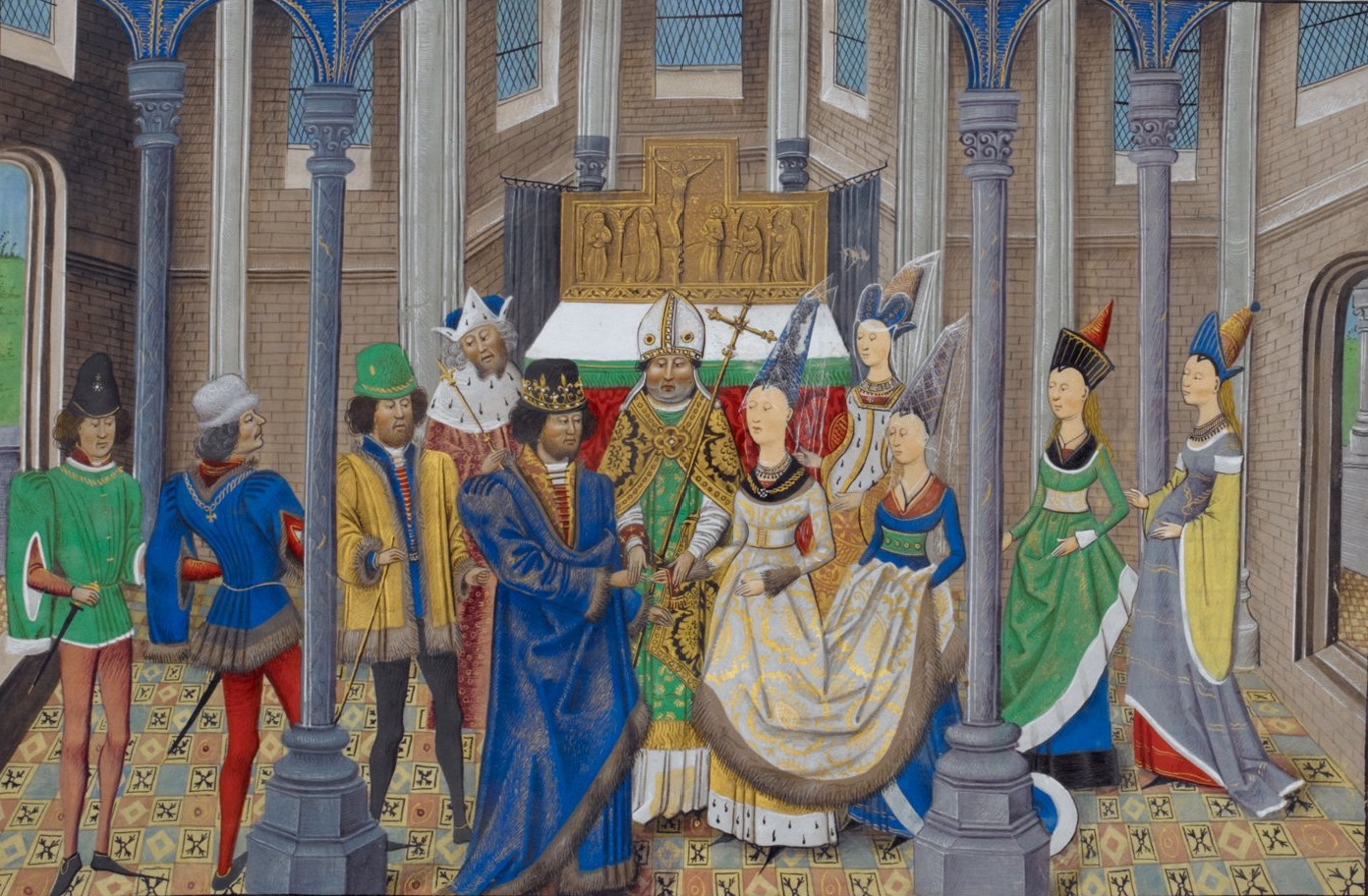
Matrimoni de Joan I de Portugal i Felipa de Lancaster, filla de Joan de Gant

El tractat de Windsor (Windsor, Berkshire) és una aliança diplomàtica entre Anglaterra i Portugal signada el 9 de maig de 1386, per la qual es renovà la seua l'aliança i es pacta el matrimoni del rei Joan I de Portugal de la dinastia Avís, amb Felipa de Lancaster, filla de Joan de Gant. És la confirmació del tractat signat 13 anys abans, l'angloportugués de 1373, el tractat actiu més antic del món.
Amb la victòria portuguesa en la batalla d'Aljubarrota, Joan I és reconegut com a rei de Portugal, i es posa fi a l'interregne i caos del país entre 1383 i 1385. Castella, que aspirava al tron portugués, no reconeixeria la independència del Regne de Portugal fins al 1411, amb la signatura tractat d'Ayllón. El tractat der Windsor, que continua vigent, estableix un pacte d'ajut mutu entre Anglaterra i Portugal. Portugal invocà els principis del tractat al 1661 (Portugal no tingué relacions amb Anglaterra, en guerra civil fins al 1651 i més tard amb el govern de Cromwell, fins al 1660, malgrat que intentà un acostament diplomàtic i comercial al 1643 i 1654), en el restabliment de les relacions diplomàtiques i d'aliança amb Anglaterra (després de la restauració de Carles II al 1660), quan estava en guerra amb Felip IV de Castella i els seus successors a causa de la restauració de la seua independència (des de desembre del 1640).
Trencant aquesta aliança, el govern britànic envià l'Ultimàtum britànic de 1890 al govern portugués, obligant-lo a retirar-se del territori africà entre les colònies d'Angola i Moçambic, conegut com la zona del Mapa color de rosa. Aquest fet inspirà la lletra de l'himne nacional portugués i els historiadors portuguesos i polítics de l'època el consideraren l'acció més escandalosa i infame del Regne Unit contra el seu més antic i lleial aliat. Tingué conseqüències nefastes per a la monarquia i la Casa de Bragança, considerada còmplice de Gran Bretanya.
Així mateix, i seguint els principis del tractat, Portugal lluità junt amb els Aliats en la Primera Guerra Mundial. Milers de joves portuguesos moriren als camps de Bèlgica, sobretot en la batalla de Lys, en què el Cos Expedicionari Portugués va quedar desfet. La intervenció portuguesa no hi aportà els beneficis esperats i les compensacions obtingudes en el tractat de Versalles estaven molt per sota de les expectatives.
Per això, durant la Segona Guerra Mundial, Portugal mantingué la neutralitat al costat del dictador espanyol. El Regne Unit invocà de nou el tractat per assegurar-se que Portugal no s'aliaria amb les potències de l'Eix, i al 1943 el dictador portugués António de Oliveira Salazar permeté als britànics establir una base aèria i naval a les illes de les Açores.
Hi hagué una altra ruptura del tractat al 1961, quan les províncies de l'Índia portuguesa (Goa, Daman i Diu) foren atacades per l'exèrcit de la Unió Índia de Jawaharlal Nehru. Portugal demanà ajut al Regne Unit, però la seua petició no fou atesa.
El document es conserva en l'Arxiu Nacional de la Torre do Tombo (Arxius Nacionals de Portugal).